# Mus (Gard)
Mus é uma comuna francesa na região administrativa de Occitânia, no departamento de Gard. Estende-se por uma área de 2,6 km². Em 2010 a comuna tinha 1 448 habitantes (densidade: 556,9 hab./km²).